# Retusa mayoi
Retusa mayoi är en snäckart som först beskrevs av Dall 1889.  Retusa mayoi ingår i släktet Retusa och familjen Retusidae. Inga underarter finns listade i Catalogue of Life.